# Gunung Batee Kebe
Gunung Batee Kebe är ett berg i Indonesien.   Det ligger i provinsen Aceh, i den västra delen av landet, 1 600 km nordväst om huvudstaden Jakarta. Toppen på Gunung Batee Kebe är 489 meter över havet, eller 65 meter över den omgivande terrängen. Bredden vid basen är 2,0 km.
Terrängen runt Gunung Batee Kebe är kuperad åt sydost, men åt nordväst är den bergig. Terrängen runt Gunung Batee Kebe sluttar österut.Runt Gunung Batee Kebe är det mycket glesbefolkat, med 2 invånare per kvadratkilometer. I omgivningarna runt Gunung Batee Kebe växer i huvudsak städsegrön lövskog.